# 有机铯化学
有机铯化学是研究碳-铯键的化合物的化学分支。有机铯化学多年来发展很慢，这是因为有机铯化合物难于制备，也难以使用，其化学活性比相应的有机钠（或钾）化合物还高。例如，金属铯在常温下便可和聚四氟乙烯剧烈反应。
铯和环戊二烯可以在四氢呋喃或甲苯中反应，形成环戊二烯基铯。而酸性较弱的茚和芴需要利用[(CH3)3Si]2NCs反应得到它们的有机铯化合物。在乙醚中利用2-甲基戊醇铯（或叔丁醇铯）和甲基锂发生的金属交换反应，可以得到甲基铯。甲基銫对空气和水十分敏感。